# 1944年の映画
1944年の映画（1944ねんのえいが）では、1944年（昭和19年）の映画分野の動向についてまとめる。
1943年の映画 - 1944年の映画 - 1945年の映画

## 日本の映画興行
- 入場者数 2億人9800万人[1]

## 受賞
- 第17回アカデミー賞
  - 作品賞 - 『我が道を往く』 - パラマウント
  - 監督賞 - レオ・マッケリー - 『我が道を往く』
  - 主演男優賞 - ビング・クロスビー - 『我が道を往く』
  - 主演女優賞 - イングリッド・バーグマン - 『ガス燈』
  - 助演男優賞 - バリー・フィッツジェラルド - 『我が道を往く』
  - 助演女優賞 - エセル・バリモア - 『孤独な心（英語版）』

- 第2回ゴールデングローブ賞
  - 作品賞 - 『我が道を往く』 - パラマウント
  - 監督賞 - レオ・マッケリー - 『我が道を往く』
  - 主演男優賞 - アレクサンダー・ノックス - 『ウィルソン』
  - 主演女優賞 - イングリッド・バーグマン - 『ガス燈』
  - 助演男優賞 - バリー・フィッツジェラルド - 『我が道を往く』
  - 助演女優賞 - アグネス・ムーアヘッド - 『パーキントン夫人』

## 生誕
- 1月2日 - 古谷一行、 日本、男優
- 1月23日 - ルトガー・ハウアー、 オランダ、男優
- 1月25日 - 江守徹、 日本、男優
- 2月3日 - トリシャ・ノーブル（英語版）、 オーストラリア、歌手・女優
- 2月4日 - 黒沢年雄、 日本、男優
- 2月10日 - 高橋英樹、 日本、男優
- 2月13日 - ストッカード・チャニング、 アメリカ合衆国、女優
- 2月14日 - アラン・パーカー、 イングランド、映画監督・プロデューサー・脚本家
- 2月17日 - 竹脇無我、 日本、男優
- 2月21日 - 前田吟、 日本、男優
- 2月22日 - ジョナサン・デミ、 アメリカ合衆国、映画監督・プロデューサー・脚本家
- 2月29日 - デニス・ファリーナ、 アメリカ合衆国、男優
- 3月26日 - ダイアナ・ロス、 アメリカ合衆国、歌手・女優
- 4月30日 - ジル・クレイバーグ、 アメリカ合衆国、女優
- 5月5日 - ジョン・リス＝デイヴィス、 イングランド、男優
- 5月10日 - ジム・エイブラハムズ、 アメリカ合衆国、映画監督・プロデューサー・脚本家
- 5月14日 - ジョージ・ルーカス、 アメリカ合衆国、映画監督・プロデューサー・脚本家
- 5月25日 - フランク・オズ、 イングランド、映画監督・パペッター
- 6月29日 - ゲイリー・ビジー、 アメリカ合衆国、男優
- 7月28日 - 渡瀬恒彦、 日本、男優
- 7月31日 - ジェラルディン・チャップリン、 アメリカ合衆国、女優
- 8月7日 - ジョン・グローヴァー、 アメリカ合衆国、男優
- 8月9日 - サム・エリオット、 アメリカ合衆国、男優
- 8月11日 - イアン・マクダーミド、 スコットランド、男優
- 8月14日 - 杉良太郎、 日本、男優
- 8月21日 - ピーター・ウィアー、 オーストラリア、映画監督・プロデューサー・脚本家
- 9月13日 - ジャクリーン・ビセット、 イングランド、女優
- 9月20日 - 村井国夫、 日本、男優
- 9月25日 - マイケル・ダグラス、 アメリカ合衆国、男優・プロデューサー
- 10月28日 - 蟹江敬三、 日本、男優
- 11月17日 - ダニー・デヴィート、 アメリカ合衆国、男優・コメディアン・プロデューサー・映画監督
- 11月21日 - ハロルド・ライミス、 アメリカ合衆国、男優・映画監督・脚本家
- 12月5日 - ジェローン・クラッベ、 オランダ、男優・映画監督
- 12月17日 - バーナード・ヒル、 イングランド、男優

## 死去
| 日付 | 日付 | 名前                 | 出身国         | 年齢 | 職業                 |
| 3月  | 8日  | 梅村蓉子             | 日本           | 42   | 女優                 |
| 7月  | 20日 | ミルドレッド・ハリス | アメリカ合衆国 | 42   | 女優                 |
| 9月  | 22日 | 東坊城恭長           | 日本           | 40   | 男優・映画監督       |
| 12月 | 13日 | ルーペ・ヴェレス     | メキシコ       | 36   | 女優                 |
| 12月 | 15日 | グレン・ミラー       | アメリカ合衆国 | 40?  | ミュージシャン・男優 |